# Черноморский катран
Черноморский катран (лат. Squalus acanthias ponticus) — морская хрящевая рыба из семейства катрановых акул, подвид обыкновенного катрана (Squalus acanthias).

## Описание
Общая длина тела самок до 180 см, самцы мельче, масса до 15 кг. Окраска серовато-коричневая, на спине более темная, с редкими белыми пятнышками на боках, брюхо белое или серовато-белое. Шипы спинных плавников короткие, длины оснований второго спинного и брюшных плавников равны, а если отличаются, то незначительно. Расстояния между ноздрями и от ноздрей до конца рострума также практически равны. Второе антедорсальное расстояние более чем в 2,5 раза превышает междорсальное расстояние. Длина рыла не превышает половины длины головы. Среднее количество позвонков 106,7.

## Ареал и места обитания
Ареал черноморского катрана охватывает Чёрное море и прилегающие участки Керченского пролива, изредка он заплывает в южную часть Азовского моря. Обитает в прибрежных водах на глубине до 120 м, однако встречается и вдали от берегов над большими глубинами. Придерживается вод с температурой от 6—8 до 16 °С. К берегам подходит при весеннем прогревании воды и при осеннем похолодании. Держится стаями от поверхности до глубины 70 м, днём у дна, ночью поднимается к поверхности.

## Питание
Кормится у дна, питается главным образом пелагическими и придонными рыбами, чаще всего черноморской хамсой, а также черноморской килькой, султанкой, ставридами, мерлангом, атериной, смаридой, бычками, реже мелкой сельдью, пузанком и кефалями (Chelon labrosus, Liza ramada), а также моллюсками и ракообразными. В районе Севастополя питается в основном крабами (родов Carcinides, Pilumnus, Portunus), рыбой (мерланг, морской налим, султанка), иногда моллюсками (Modiola, Pecten). У побережья Румынии главной пищей служит мерланг, однако значительную часть рациона составляют также дельфины (Delphinidae, Phocoenidae), которых катраны поедают в основном в апреле — августе, реже всего в октябре и ноябре. Поедают дельфинов взрослые катраны, чаще самки.

## Размножение
Большинство самок становится половозрелыми в возрасте 17 лет при длине 125—130 см (некоторые в 13—14 лет при 110—115 см длины), самцы — в возрасте 13—14 лет при длине 100—110 см. У румынского побережья спаривание происходит в начале весны, по одним данным, с начала апреля по май на глубине 40—55 м, по другим — с конца февраля по начало марта на глубине 55—90 м, в определённых местах (напротив Мангалии). Оплодотворение внутреннее. В конце мая сперва самцы, затем самки отходят на глубины более 60 м. Развитие яиц и эмбрионов в теле самки длится около 18 месяцев. В обоих яйцеводах самки находится в большинстве случаев 10—12 эмбрионов (у некоторых до 26—29 эмбрионов), кроме которых имеется ещё около 18 развивающихся яиц. В октябре — ноябре катраны возвращаются к берегам на глубины 25—35 м для рождения потомства, которое также происходит в определённых местах (напротив мыса Сингол). Яйцеживородящие акулы. Плодовитость самок составляет 8—12 мальков. Молодь рождается 23—28 см длиной (изредка до 33 см). После родов взрослые катраны возвращаются обратно на те же глубины, что и летом. В южной части Керченского пролива в начале весны пребывают на глубине 15—20 м, затем отходят в Чёрное море на глубину 25—30 м. Летом и осенью самцы и самки держатся обособленными стаями.

## Вылов

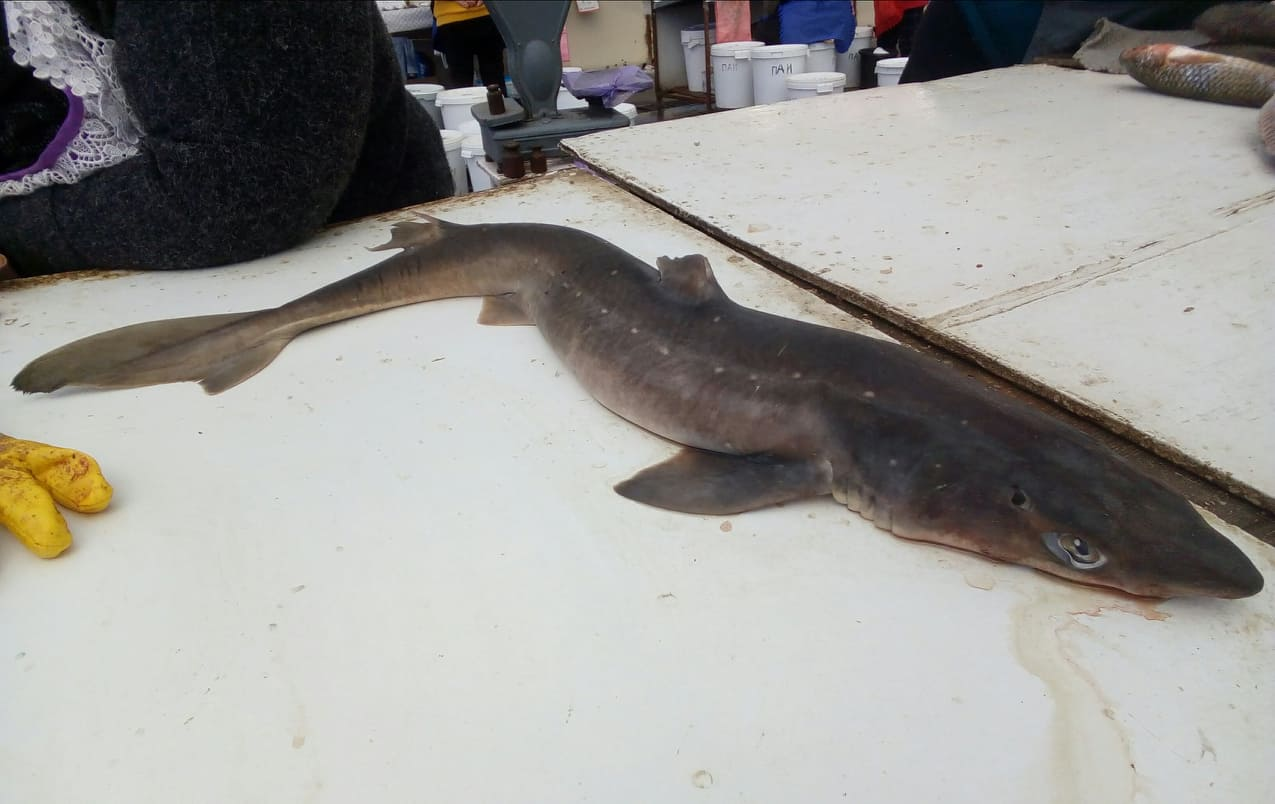
Катран на рыбном рынке в Крыму

Катрана добывают во всех причерноморских странах. Используется преимущественно для изготовление балычных изделий.

## Охрана
На протяжении 1980-х годов численность черноморского катрана снизилась более чем на 60 %. Он занесён в Красный список МСОП как черноморская популяция катрана, отнесен к категории уязвимых видов. В региональном отношении: в Грузии катран имеет охранный статус вида, вызывающего наименьшие опасения (LC), в Украине и Румынии — вида, близкого к уязвимому положению (NT), в Турции — вымирающего вида (EN).